# اودمورت
اودمورت‌ها یکی از اقوام فین‌واوگری در شمال روسیه هستند.
اودمورت‌ها در روسی با نامهای چود اوتیاتسکایا (чудь отяцкая)، اوتیک و وتیاک شناخته می‌شوند و تاتارها به ایشان آر می‌گویند.
نام زبان اودمورت‌ها نیز اودمورت است و سرزمین ایشان اودمورتیه نام دارد. گروه‌های کوچکی از اودمورت‌ها در بخش‌های کیروف و سرزمین پرم روسیه و در باشقیرستان، تاتارستان و ماری اِل زندگی می‌کنند.